# Jiří Ressler
Jiří Ressler (* 26. září 1975 Svitavy) je český herec.
V roce 2002 vystudoval obor muzikálové herectví na Divadelní fakultě Janáčkovy akademie múzických umění. Od roku 2003 do roku 2004 byl v angažmá Městského divadla Brno. Mezi roky 2004 až 2014 působil v Divadlo Slawjena (později Malé divadlo komedie) a v Českém filharmonickém sbor Brno. Od roku 2015 je ve stálém angažmá v muzikálovém souboru Městského divadla Brno. Věnuje se také moderování firemních a společenských akcí.

## Role v Městském divadle Brno
- Historik, Ne mrtvý Fred etc. – Monty Python´s Spamalot
- Pan Wormwood – Matilda
- Hrobník – Hamlet aneb Hádala se duše s tělem
- Předkové Addamsovi – The Addams Family
- Amos Calloway, Vize – Big Fish (Velká ryba)